# Juraj Buček
Juraj Buček (ur. 15 września 1973 w Humenné) – piłkarz słowacki grający na pozycji bramkarza. W swojej karierze 11 razy wystąpił w reprezentacji Słowacji.

## Kariera klubowa
Karierę piłkarską Buček rozpoczął w klubie Chemlon Humenné. W sezonie 1995/1996 zadebiutował w jego barwach w pierwszej lidze słowackiej. W 1996 roku zdobył z Chemlonem Puchar Słowacji. W Chemlonie grał do 1997 roku.
Latem 1997 roku Buček został piłkarzem greckiej Skody Ksanti. Od czasu debiutu w pierwszej lidze greckiej był jej podstawowym zawodnikiem. Największym sukcesem Słowaka za czasów gry w Skodzie był awans do Pucharu UEFA w sezonie 2001/2002.
W 2003 roku Buček odszedł ze Skody do Olympiakosu Pireus. Zadebiutował w nim 15 października 2003 w wygranym 4:1 domowym meczu z OFI Kreta. Piłkarzem Olympiakosu był przez 2 lata, jednak pełnił w nim rolę rezerwowego dla Fanisa Katerjanakisa, a następnie Andoniosa Nikopolidisa. W Olympiakosie rozegrał łącznie 4 ligowe spotkania. W 2005 roku wywalczył z nim dublet - mistrzostwo i puchar kraju.
W sezonie 2005/2006 Buček grał w greckim drugoligowcu, Arisie Saloniki, w którym po roku gry zakończył karierę.
| Sezon   | Klub            | Kraj     | Rozgrywki     | Mecze | Bramki |
| ------- | --------------- | -------- | ------------- | ----- | ------ |
| 1995/96 | Chemlon Humenné | Słowacja | I. liga       | 14    | 0      |
| 1996/97 | Chemlon Humenné | Słowacja | I. liga       | 28    | 0      |
| 1997/98 | Skoda Ksanti    | Grecja   | Alpha Ethniki | 26    | 0      |
| 1998/99 | Skoda Ksanti    | Grecja   | Alpha Ethniki | 32    | 0      |
| 1999/00 | Skoda Ksanti    | Grecja   | Alpha Ethniki | 32    | 0      |
| 2000/01 | Skoda Ksanti    | Grecja   | Alpha Ethniki | 27    | 0      |
| 2001/02 | Skoda Ksanti    | Grecja   | Alpha Ethniki | 26    | 0      |
| 2002/03 | Skoda Ksanti    | Grecja   | Alpha Ethniki | 22    | 0      |
| 2003/04 | Olympiakos SFP  | Grecja   | Alpha Ethniki | 4     | 0      |
| 2004/05 | Olympiakos SFP  | Grecja   | Alpha Ethniki | 0     | 0      |
| 2005/06 | Aris FC         | Grecja   | Beta Ethniki  | 28    | 0      |

## Kariera reprezentacyjna
W reprezentacji Słowacji Buček zadebiutował 15 listopada 2000 roku w wygranym 2:0 towarzyskim meczu z Grecją, gdy w 45. minucie zmienił Miroslava Königa. W kadrze Słowacji od 2000 do 2003 roku rozegrał łącznie 11 meczów.